# Stibor
STIBOR, eller Stockholm Interbank Offered Rate, är en referensränta som beräknas och publiceras på varje bankdag i Sverige. STIBOR är erkänt som en kritisk referensränta av avgörande betydelse för finansiell stabilitet och marknadsintegritet i Sverige. STIBOR uppfyller följande kriterier som kritiskt referensvärde:
- Värdet på de kontrakt som ligger till grund för referensvärdet är minst 400 miljarder euro.
- Referensvärdet har inga, eller mycket få, lämpliga marknadsledda substitut.
- Om referensvärdet upphör att tillhandahållas, eller inte är representativt för den underliggande marknaden, skulle det få betydande och negativa effekter på marknadsintegriteten, den finansiella stabiliteten, konsumenterna, realekonomin eller finansieringen av hushåll och företag i Sverige.

Det totala värdet av finansiella instrument och finansiella avtal som hänvisar till STIBOR är cirka åtta gånger större än Sveriges bruttonationalprodukt. STIBOR är det riktmärke som vanligen används i finansiella avtal, obligationer och lån och i de flesta typer av ränte- och valutaderivat för svenska kronor. 
STIBOR bestäms med input från en panel av kreditinstitut (panelbankar) som är representativa för den svenska finansmarknaden. STIBORs löptider är:  T/N (Tomorrow/Next), 1-week, 1 month, 2 months, 3 months, 6 months.
Från och med 2022 beräknas STIBOR baserat på faktiska finansieringstransaktioner från bidragande panelbanker. Löptiderna för STIBOR beräknas som det aritmetiskt medelvärde av input från panelbankerna enligt en tydligt definierad beräkningsmetod. 
Räntan etablerades 1986 av de ledande bankerna verksamma i Sverige för att fungera som referensränta för ett fåtal utvalda lån och derivat. Det första finansiella kontrakt som hänvisar till STIBOR utfärdades i oktober 1987 en not med rörlig ränta knuten till 3-månaders STIBOR. I takt med att användningen av lån med rörlig ränta blev vanligare och derivatmarknaden växte fick STIBOR en allt viktigare roll i svensk ekonomi.